# دالان‌کن تیره‌بال
دالان‌کن تیره‌بال (نام علمی: Geositta saxicolina) نام یک گونه از سرده دالان‌کن‌ها است.